# Versus (Mikael Gabriel)
Versus è il quarto album di studio del rapper finlandese Mikael Gabriel, pubblicato il 15 maggio 2015 dalla Universal Music Group.
Cinque singoli sono stati estratti dall'album: Woppaa, che prevede la partecipazione di Kevin Tandu, Älä herätä mua unesta, Viimeisen kerran, che prevede la partecipazione di Diandra, Mimmit fiilaa e Vastatuuleen.
L'album ha raggiunto la seconda posizione nella classifica degli album più venduti in Finlandia.

## Tracce
1. Versus (Tägää mun nimi) – 2:18
2. Mimmit fiilaa – 3:21
3. Hirviö – 3:20
4. Kun sä lähdet – 3:26
5. (Skit) – 1:50
6. Viimeisen kerran (feat. Diandra) – 3:25
7. Älä herätä mua unesta – 3:24
8. Hyvis – 3:36
9. Uusi testamentti (Skit 2) – 1:59
10. Kovaa – 5:24
11. Young Huztla (feat. Uniikki) – 3:17
12. Avaimet lukoille (feat. Asa) – 3:40
13. Bitch – 2:57
14. Woppaa (feat. Kevin Tandu) – 3:28
15. Vastatuuleen – 3:11
16. En oo lähös mihinkään – 3:11

## Classifica
| Classifica | Massima posizione |
| ---------- | ----------------- |
| Finlandia  | 2                 |